# Правдина, Кристина Александровна
Кристи́на Алекса́ндровна Пра́вдина (р. 28 декабря 1990) — российская и азербайджанская гимнастка, призёрка чемпионата мира.

## Биография
Родилась в 1990 году в Воронеже в семье гимнастов. Первыми соревнованиями в составе национальной сборной стал Кубок Стеллы Захаровой 2004 года. В 2006 году в составе сборной России стала обладательницей бронзовой медали чемпионата мира. Участвовала в чемпионатах мира и Европы 2007 года, но в обоих случаях заняла лишь 6-8-е места в отдельных дисциплинах.
С 2014 года выступает за Азербайджан.